# Pázmándi Horváth Endre
Pázmándi Horváth Endre (eredeti neve: Horváth András, névváltozat: Horvát) (Pázmándfalu, 1778. november 28. – Pázmándfalu, 1839. március 7.) magyar költő, római katolikus plébános, a Magyar Tudományos Akadémia tagja (1830).

## Élete
Szülei egyszerű szőlőművelők voltak, akik Pannonhalmára, a bencésekhez adták fiukat iskolába. Amikor ezt a rendet 1789. december 4-én feloszlatták, a szentmártoni és pázmándi elemi iskolákban folytatta tanulmányait. A gimnázium négy nyelvtani osztályát 1791-94-ben Győrött járta, ahol lelkes tanára Fabchich József, a görög költők fordítója, akitől először nyert útmutatást és buzdítást a költészetre, nagy hatással volt reá. A humaniórákat (V. és VI. osztályt) Komáromban, a bölcseletet Pozsonyban végezte, majd 1797-ben Heinrichauban, Felső-Sziléziában, a ciszterci-rendbe lépett, de környezetétől idegenkedve, 1798-ban visszatért hazájába és a győri püspökmegye papnevelő intézetébe vétette föl magát, ahol Fabchichot ismét tanárai közt találta.
1801-ben miséspappá szentelték föl, majd Széplakon (Sopron megye) káplán, 1802-ben Szergényben adminisztrátor és 1803-1806-ban Győrött a belvárosban káplán volt. Itt sokat társalkodott Rajnissal és tanult tőle; kevésen múlt, hogy az 1805-1806-ös hadilázban papi hivatásának áldozata nem lett. 1806-ban téti plébánosnak nevezték ki. Itt Kisfaludy Mihálynak, a költők apjának, és téti Takáts Józsefnek, a költőnek lett barátja.
Papi buzgólkodása mellett az irodalomnak is élt; gyakran megfordult Pannonhalmán és Zircen; hetekre, hónapokra el-elvonult pázmándi magányába. Zirc emlékezete című hosszabb költeménye által, mely a magyar hexaméteres epika megnyitó darabja, 1814-ben egyszerre a legjobb írókkal jutott ismeretségbe. Kazinczy Ferenc meglátogatta, Horváth István a lelkes tudós folyton ösztönözte a honfoglalás eposzának megírására. Kazinczyval a nyelvújítás kérdésében levélharcot folytatott, s noha epikai stíljében maga is újító volt, Kazinczy túlzásai ellen a dunántúli irodalmi ellenzékkel tartott. Batsányihoz, Verseghyhez szítván, részt vett ama támadásokban (áljegy alatt), melyeket az 1818-as Tudományos Gyűjteményben Kazinczy ellen intéztek. Végül sok történelmi tanulmány és töprengés után 1821-ben hozzáfogott a honalapítás nagy eposzának megírásához. Tíz évig dolgozott e művön.
Az 1820-as évek voltak általában költői pályájának fénykora, amikor Kisfaludy Károly buzdítására számos epikus művet és heroidát írt az Aurorába. Irodalmi nagy érdemei és a főpapság irányában hódolatra mindig kész lantja oly kevéssé méltányoltattak, hogy hosszas lelkészi pályája után is, azon csekély kedvezésen túl, hogy 1829-ben Pázmándra tették, másban nem részesült.
A magyar akadémia rendszabályait végleg meghatározó nádori küldöttségnek tagja volt és amikor az intézet 1830. november 17-én megalakult, a nyelvtudományi osztályban vidéki rendes tagnakl megválasztották, de költői koszorújára, mielőtt azt elnyerte, a mellette feltűnt ifjabb versenytárs, Vörösmarty Mihály már homályt vetett. Kedélyét elégületlenség szállta meg és nyers jellemének élessége, ezeknél fogva és irodalmi polemiái miatt is, mindinkább komorrá vált.
Ez időben, 1831 áprilisában látta őt Kazinczy Ferenc utoljára Pannonhalmán és pázmándi magányában és «Útjá»-ban ezt írja róla: «Lelke elevensége egészen elhagyta; ritkán lobban dévajságra, vagy csak erővel». E sor, Döbrentei Gábor sugallatára, balul értelmezve, idézte elő Horváth azon leveleit, melyeket amaz Pátfalvi Márk álnév alá rejtőzve, a magáéival e cím alatt: Felvilágosítás Kazinczy Útjának 25.-d. lapjára a Sas X. kötetében 1832. júniusában és így Kazinczy halála után közzétett, melyek sértették Kazinczy emlékezetét; és valóban többen elidegenedtek Horváthtól, aki azután ritkábban is járt az akadémiai gyűlésekre.
1835-ben alesperes lett és 1838-ban a Kölcsey Ferenc halálával megürült akadémiai fizetésbe lépett. Horváth halála után pázmándi birtokát (szőlőbeli ház, melyben inkább mint plébániai lakában élt és melyet pázmándi magányának nevezett), úgy 677 darabból álló könyvtárát és némely apróbb követeléseit a Magyar Tudományos Akadémiára hagyta. A birtokot eladták, s míg anyja élt, ő húzta a kamatot az akadémiától.
1879. június 22-én, születése százados évfordulójára emlékünnepet rendeztek tiszteletére Pázmándon; ekkor újonnan készült sirkeresztjét fölszentelték és a lakóháza falába helyezett emléktáblát leleplezték; Szász Károly ekkor a Magyar Tudományos Akadémia részéről emlékbeszédet mondott Horváth fölött (felolvasták a Magyar Tudományos Akadémia június 30-ai ülésében is) és Nogáll Károly címzetes püspök egyházi beszédet tartott.
Nevét 1821-ig Horvát Andrásnak írta.

## Költészete
Zirc emlékezete (1814) című versében a ciszterci rend történetét írta meg. Horvát István támogatásával honfoglalás kori eposz megírásába kezdett. Kisebb hexameteres eposzokat, történeti tárgyú elbeszélő költeményeket (Gritti Lajos, 1821; Csesznek vára, 1826; Török Bálint a feleségének, 1824), néhány ízes, eleven ritmusú bordalt és népdalt is írt. 1832-ben Árpád című eposzával a honfoglalás nagy eposzát kívánta pótolni. Komoly szerepe volt a nyelvújításban, a mérsékelt irányzat híve volt, kerülte a harcot.

## Művei

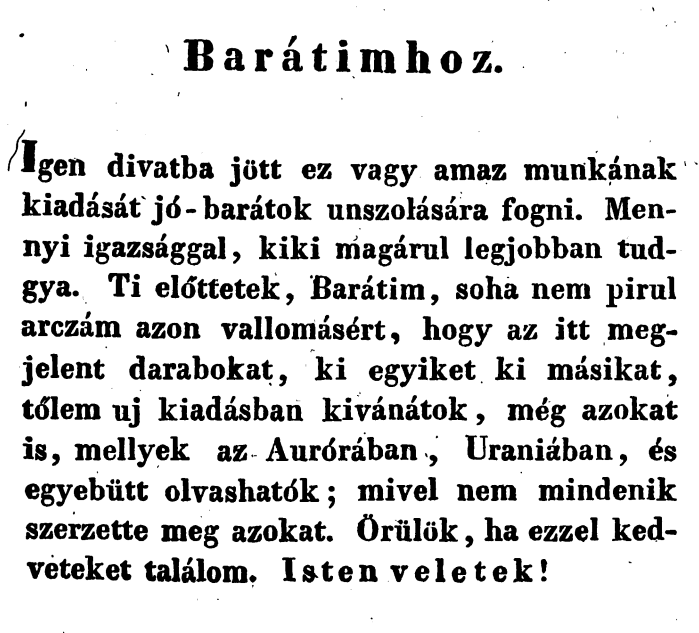
A Kisebb költemények elé írt bevezető szavai (1832)

- Főtisztelendő Mártony János úr győri kanonok neve ünnepén az ő káplánjának lantja (1805)
- Méltóságos Vilt József úrnak, midőn a győri püspökségbe, ünnepi készületekkel béiktatott (1806)
- Egy tiszamelléki magyarnak elmélkedése a hűségről (1807)
- Rövid halotti beszéd, melyet néhai... Darányi Juliánna aszszonynak... Sárközy Zsigmond úr szerelmes párjának sírjánál mondott (1807)
- A felkelő nemzetnek, a buzogányos vitéz magyaroknak (1809)
- Zirc emlékezete (1814) Online
- A nemes szívű magyarokhoz a pest-nemzeti teátrom ügyében (1815)
- Horvát Istvánhoz (1815)
- A győri nevendék papságnak, midőn a pesti nemzeti theatrumra száz forintot össze szedett és Kultsár István úrnak béküldött... (1815)
- Franczia egyházi katekizmus, a magyar országihoz alkalmaztatva (1815)
- Méltóságos Paintner Mihály püspök úrnak Győrből Budára lett általkelésére (1816)
- Főméltóságos kegyelmes Schwarzenberg Ernest ő herczegségének a győri püspökségbe lett iktatására (1819)
- Husvét másod napján, mint Győr visszavételének jeles ünnepén, a győri székes templomban mondotta (1819)
- Theodul estvéi, vagy a különböző religiói-felek egybe-engeszteléséről. Németből magyarra fordította (1819) Online
- Dicsőséges Szent Istvánnak Magyarország első királyának és apostolának tiszteletére intézett beszéd, melyet a nemes magyar nemzetnek nemzeti jeles ünneplése alkalmatosságával Bécsben a... kapuczinusok templomában kisaszszony havának 20. 1821. mondott (1821)
- Gritti Lajos (1821)
- Török Bálint a feleségének (1824)
- Halotti beszéd, melyet Dréta Antal, zirczi, pilisi és pásztói apát urnak gyászünnepén mondott (1824)
- A nemes szivű magyarokhoz a pesti nemzeti theátrom ügyében. Intézte... 1815-ben és most ujra ajánlja az 1825. eszt. ország gyülésre öszve gyült hazafiaknak a nemzeti szinjátszó társaság. Pozsony, 1825. (Költemény; lenyomatott Könyves Máté, Játékszini Zsebkönyvecskéjében is. (1825)
- Felsőbbrendű Karolina Augustának, Ausztria örökös császárnéjának, Pozsonyban szept. 25. 1825. végbement koronáztatására. (1825)
- Méltóságos Juranits Antal urnak, győri megyés püspöknek püspöki székébe lett iktatására aug. 30, 1825. (1825)
- Méltóságos és főtiszteletes Horváth János urnak, választott Bosoni püspöknek (1826)
- Csesznek vára (1826)
- Sziszeki győzelem (1827)
- Magyar Parthenon, örömének a magyar akadémia fennállásán... (1829)
- Árpád (1831)
- Kisebb költemények (Válogatott versek, 1832) Online
- Nagyméltóságú Revisnyei gróf Reviczky Ádám urnak hálául (1835)